# ネイピア＝ヘストン レーサー
ネイピア＝ヘストン レーサー
- 用途：速度記録機
- 設計者：アーサー・E・ハグ、ジョージ・コーンウォール
- 製造者：ヘストン航空機（Heston Aircraft Company Limited）
- 初飛行：1940年6月12日
- 生産数：1機
- 退役：1940年
- 運用状況：試作のみ

ネイピア＝ヘストン レーサー（Napier-Heston Racer）又はヘストン 5型 レーサー（Heston Type 5 Racer）、ヘストン H.5（Heston H.5）と言われる機体は、世界速度記録を樹立するためにネイピア・アンド・サン社が計画しヘストン航空機（Heston Aircraft Company Limited）が製造した1940年代の英国の低翼単葉機である。このプライベートベンチャーはロバート・モーリス（Robert Morris）やナフィールド子爵から資金援助を受けていた。

## 設計と開発
ネイピア＝ヘストン レーサーはネイピア・アンド・サン社のアーサー・E・ハグ（Arthur E. Hagg）とヘストン航空機のジョージ・コーンウォール（George Cornwall）により世界速度記録に挑戦するために設計された単発、低翼の片持ち式単葉機であった。この機体は迅速な製造と"極平滑"な仕上げと流線型の"美しい"線を実現するためにほぼ全てが木製であった。胴体下面のマルチダクトの空気取り入れ口と透明で背の低いアクリル樹脂製のキャノピーが備えられ、20層にも及ぶ手塗りのラッカー塗料が空力的な滑らかな仕上げに貢献していた。サンダース・ロー社は、高圧で木材とレジンを多層に貼り付けた「コンプレグネイテッド・ウッド」（"Compregnated wood"）で製造した主桁を供給した。
極く小さな薄型断面の対象形の主翼の翼型は高速飛行向けに設計されていた。操舵力を最小限にする観点から、全ての動翼は特殊な歯車を介して緩やかに作動するようになっていた。昇降舵の操作は、速度に応じて調整される可変リンケージの「qフィール」（"q-feel"）・システムと呼ばれる装置を備えていた。
この機体は、最高機密で未テストの2,450 hp の24気筒液冷のネイピア セイバー エンジンを搭載するように設計されており、特別に改造されたエンジンは4,000 hpを発生することが可能になると思われていた。このエンジンは元々、英国航空省に提案され最優先のエンジン開発計画として承認されてはいたが、結局ネイピア＝ヘストン レーサーは公式には認可されず、ナフィールド子爵の全面的な資金援助を受けたプライベートベンチャーとして進めなければならなかった。

## 運用の歴史
速度記録の挑戦用の2機の内の登録記号G-AFOK（コールサイン「フォックス・オーボ・キング」：Fox Oboe King）の最初の1機は、ヘストン航空機の主任テストパイロットのG.L.G. リッチモンド少佐（Squadron Leader G.L.G. Richmond）の操縦で1940年6月12日にヘストン飛行場で初飛行を行った。離陸は平穏では済まず、離陸試走（試験飛行用に視界の悪いキャノピーは取り外されていた）での高速滑走中に機体が大きく弾み思いがけず空中に舞い上がってしまった。
突然の離陸から回復を図るためにリッチモンドは降着装置を出したまま試験飛行を実施したが、僅か5分間の滞空をしただけで不適切な昇降舵操作もあり、エンジンがオーバーヒートを起こした。リッチモンドはコックピット直下にあるラジエターからあがる蒸気で火傷を負い、急いで強行着陸を行おうとして不注意にも飛行場上空約30フィートの高度で機体を失速させてしまった。機体は地面に強烈に叩きつけられたことにより降着装置は主翼を突き抜け尾翼は破壊された。
ネイピア・アンド・サン社は1938年に2機を発注したが、試作初号機が破壊された時点で2機目の機体、G-AFOL（2号機として知られる）が80%完成していたにもかかわらずネイピア=ヘストン計画は取り止めとなった。

## 要目
"Heston Aircraft"British Civil Aircraft since 1919, Vol. 3
- 乗員：1名
- 全長：7.50 m (24 ft 7¼ in)
- 全幅：9.766 m (32 ft 0½ in)
- 全高：3.61 m (11 ft 10 in)
- 翼面積：15.57 m² (167.6 ft²)
- 翼面荷重：
- 全備重量：3,266 kg (7,200 lb)
- エンジン：ネイピア セイバー レシプロエンジン 1基　2,450 hp (1,828 kW)
- 最大速度：837（計算値）km/h (480 mph)
- 航続時間：18分